# بوئینگ ایکس‌بی-۳۸ فلاینگ فورترس
بوئینگ ایکس‌بی-۳۸ فلاینگ فورترس (به انگلیسی: Boeing XB-38 Flying Fortress) یک هواپیمای ساختِ بوئینگ در کشور ایالات متحده آمریکا است. این هواپیما در ۱۹ مه ۱۹۴۳ میلادی نخستین پرواز خود را انجام داد.